# CTSS
Compatible Time-Sharing System forkortet CTSS er et tidligt styresystem, der er udviklet af Fernando J. Corbató. Systemet ITS var inspireret af CTSS.
| Operativsystem | Spire Denne artikel relateret til styresystemer er en spire som bør udbygges. Du er velkommen til at hjælpe Wikipedia ved at udvide den. |